# Richard, 2. Duke of Gloucester

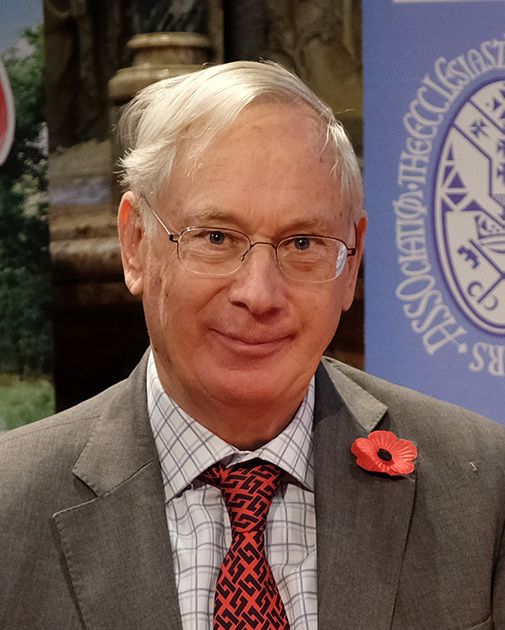
Richard, 2. Duke of Gloucester (2018)

HRH Prince Richard, Duke of Gloucester, KG, GCVO (Richard Alexander Walter George; * 26. August 1944 in Barnwell Manor, Northamptonshire) ist als Enkel von König George V. ein Mitglied des britischen Königshauses und Onkel zweiten Grades von König Charles III.

## Leben

### Kindheit und Ausbildung
Sein Vater war Prinz Henry, 1. Duke of Gloucester, der dritte Sohn von König Georg V. Seine Mutter war Alice, Duchess of Gloucester, Tochter von John Montagu-Douglas-Scott, 7. Duke of Buccleuch und 9. Duke of Queensberry.
Als patrilinearer Enkel des Monarchen führt er seit Geburt die Prädikate His Royal Highness und Prince. Zum Zeitpunkt seiner Geburt stand er an fünfter Stelle in der britischen Thronfolge. Als er vier Monate alt war, zog er mit seiner Familie nach Australien, weil sein Vater dort Generalgouverneur wurde. 1947 kehrten sie nach einem Regierungswechsel zurück.
Nachdem er das Eton College besucht hatte, studierte er Architektur am Magdalene College der University of Cambridge. Er ist als Associate beim Royal Institute of British Architects zugelassen. Als er beginnen wollte, als Architekt zu arbeiten, verunglückte 1972 sein älterer Bruder William. Beim Tod seines Vaters am 10. Juni 1974 erbte er dessen Adelstitel als 2. Duke of Gloucester, 2. Earl of Ulster und 2. Baron Culloden. Mit den Titeln war bis zum Inkrafttreten der Oberhausreform von 1999 ein Sitz im House of Lords verbunden.

### Ehe und Familie

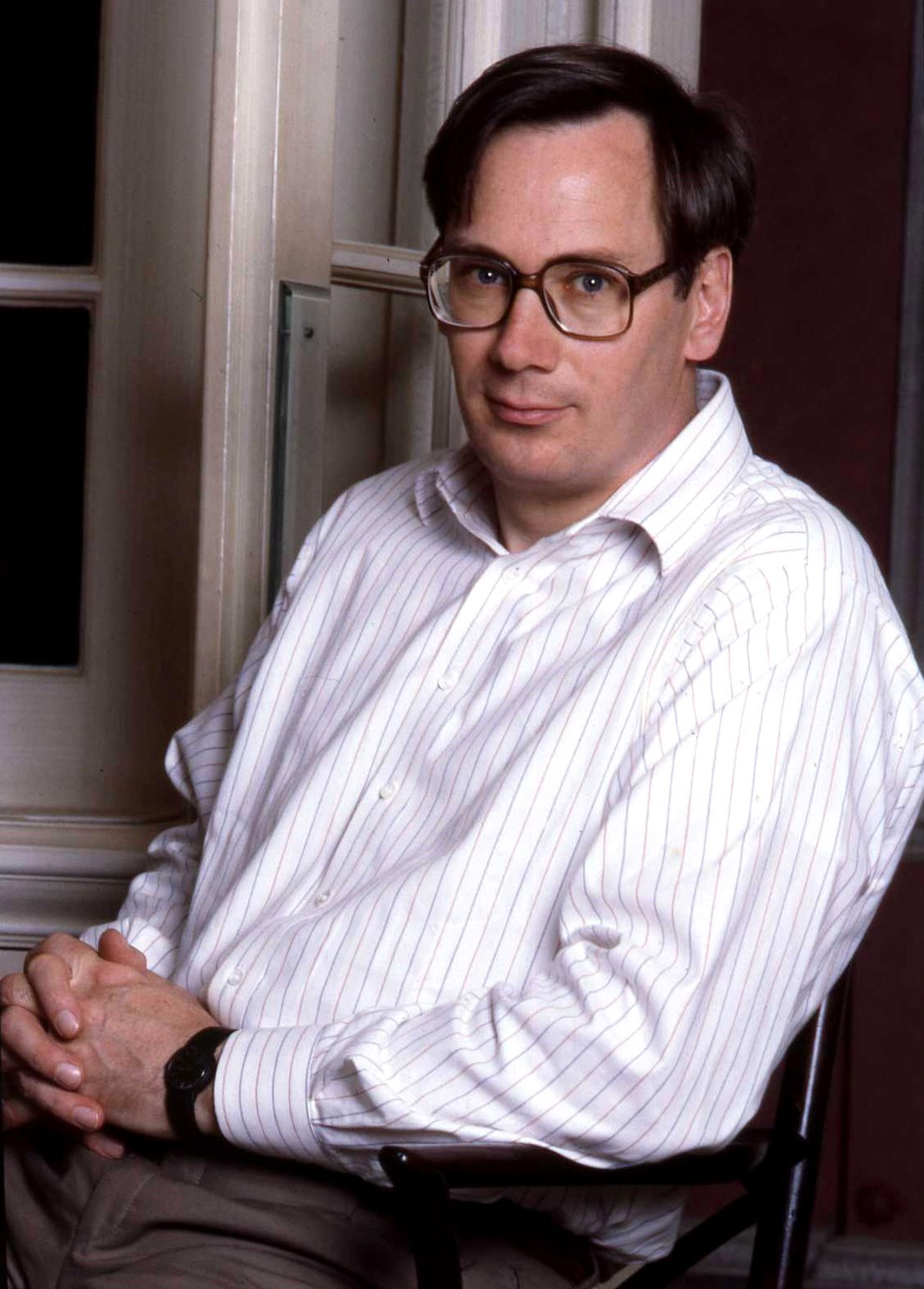
Richard, 2. Duke of Gloucester (Fotografie von Allan Warren, 1989)

Am 8. Juli 1972 heiratete Prinz Richard die Dänin Birgitte van Deurs, die Tochter von Asger Henriksen und Vivian van Deurs. Das Ehepaar hat seinen offiziellen Wohnsitz im Kensington Palace, daneben hatte es von 1994 bis 1995 Barnwell Manor gemietet. Sie haben drei Kinder. Ihre Kinder führen keine königlichen Titel und nehmen keine Repräsentationsaufgaben wahr, stehen aber regulär in der Thronfolge hinter ihrem Vater. Der älteste Sohn trägt als sein Heir Apparent den Höflichkeitstitel Earl of Ulster, die nachgeborenen Töchter führen als Kinder eines Dukes das Höflichkeitsprädikat Lady.
Nachkommen:
1. Alexander Patrick Gregers Richard Windsor, Earl of Ulster (* 24. Oktober 1974 in London), Offizier der British Army, seit 22. Juni 2002 mit Claire Alexandra Booth (* 28. Dezember 1977 in Sheffield, Yorkshire), einer Kinderärztin, verheiratet. Das Paar hat zwei Kinder:
  1. Xan Richard Anders Windsor, Baron Culloden (* 12. März 2007).
  2. Lady Cosima Rose Alexandra Windsor (* 20. Mai 2010).
2. Lady Davina Elizabeth Alice Benedikte Lewis (* 19. November 1977 in Paddington, London) ist seit dem 31. Juli 2004 mit dem Māori-stämmigen Tischler Gary Christie Lewis (* 15. August 1970 in Gisborne, Neuseeland) verheiratet, der einen Sohn mit in die Ehe brachte. Das Paar hat zwei Kinder:
  1. Senna Kowhai Lewis (* 22. Juni 2010).
  2. Tāne Mahuta Lewis (* 25. Mai 2012).
3. Lady Rose Victoria Brigitte Louise Gilman (* 1. März 1980 in Paddington, London) arbeitet als Gestaltungsassistentin in der Filmindustrie. Sie ist seit dem 19. Juli 2008 mit George Gilman (* 1982), dem Sohn von Peter und Gillian Gilman, verheiratet. Das Paar hat zwei Kinder:
  1. Lyla Beatrix Christabel Gilman (* 30. Mai 2010).
  2. Rufus Frederick Montagu Gilman (* 2. November 2012).

## Aufgaben
Der Duke unterstützte seine Cousine Elisabeth II. bei Repräsentationsaufgaben. Außerdem ist er Schirmherr einer Vielzahl von Organisationen im Vereinigten Königreich. Seine Schwerpunkte liegen dabei auf den Gebieten der Architektur und des Denkmalschutzes. So ist er einer der Kommissare des English Heritage.

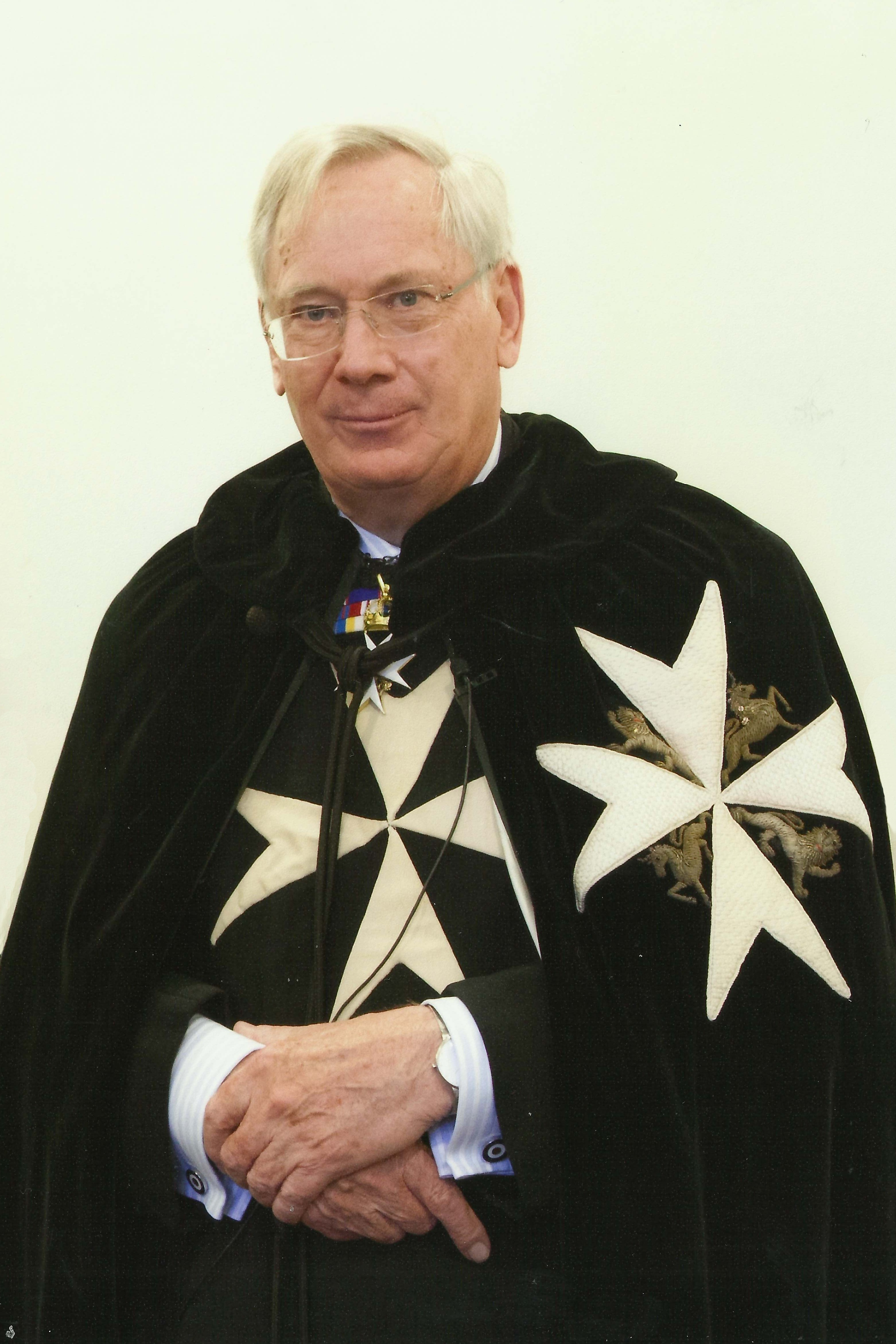
Prinz Richard (2008) im Ornat des Großpriors des Order of Saint John

Von 1965 bis 1966 und von 1974 bis 1981 war Prinz Richard Staatsrat (englisch Counsellors of State). Als solcher konnte er gewisse Amtsgeschäfte und Hoheitsrechte der Königin durchführen, wenn diese im Ausland weilte oder sonst wie verhindert ist (wie zum Beispiel eine kurzfristige Krankheit). Zwei beliebige Staatsräte können den Sitzungen des Privy Council beiwohnen, staatliche Dokumente unterzeichnen oder die Empfehlungsschreiben neuer Botschafter entgegennehmen. Sein Nachfolger wurde 1981 Prinz Andrew.
Seit 1980 ist er als Namensvetter von Richard, Duke of Gloucester, dem späteren Richard III., Schirmherr der Richard III Society.
Wie fast alle Mitglieder der Königsfamilie ist auch der Duke of Gloucester Ehrenoberst einer größeren Anzahl von Einheiten aller Teilstreitkräfte im Vereinigten Königreich und in anderen Staaten des Commonwealth.

## Titel und Prädikat
- His Royal Highness Prince Richard of Gloucester (1944–1974)
- His Royal Highness Prince Richard, Duke of Gloucester, Earl of Ulster, Baron Culloden (seit 1974)

## Orden und Ehrenzeichen

Wappen des Richard, Duke of Gloucester

| Land                   | Kürzel | Orden                                                     | Jahr | Abb. |
| ---------------------- | ------ | --------------------------------------------------------- | ---- | ---- |
| Vereinigtes Königreich | KG     | Königlicher Ritter des Hosenbandes                        | 1997 |      |
| Vereinigtes Königreich | GCVO   | Knight Grand Cross Royal Victorian Order                  | 1974 |      |
| Vereinigtes Königreich | GCStJ  | Großprior und Bailiff Grand Cross des Order of Saint John | 1975 |      |
| Vereinigtes Königreich |        | Order of Saint John Service Medal                         | 1984 |      |
| Vereinigtes Königreich |        | Queen Elizabeth II Coronation Medal                       | 1953 |      |
| Vereinigtes Königreich |        | Queen Elizabeth II Silver Jubilee Medal                   | 1977 |      |
| Vereinigtes Königreich |        | Queen Elizabeth II Golden Jubilee Medal                   | 2002 |      |
| Vereinigtes Königreich |        | Queen Elizabeth II Diamond Jubilee Medal                  | 2012 |      |
| Norwegen               |        | Großkreuz des Sankt-Olav-Ordens                           | 1973 |      |
| Schweden               |        | Großkreuz des Nordstern-Ordens                            | 1975 |      |
| Mexiko                 |        | Collane des Aztekischen Adler-Ordens                      | 2004 |      |
| Tonga                  |        | Großkreuz des Krone von Tonga-Ordens                      | 2008 |      |
| Salomonen              |        | Salomonenstern                                            | 2008 |      |
| Vereinigtes Königreich |        | Queen Elizabeth II Platinum Jubilee Medal                 | 2022 |      |